# Zara Tindall

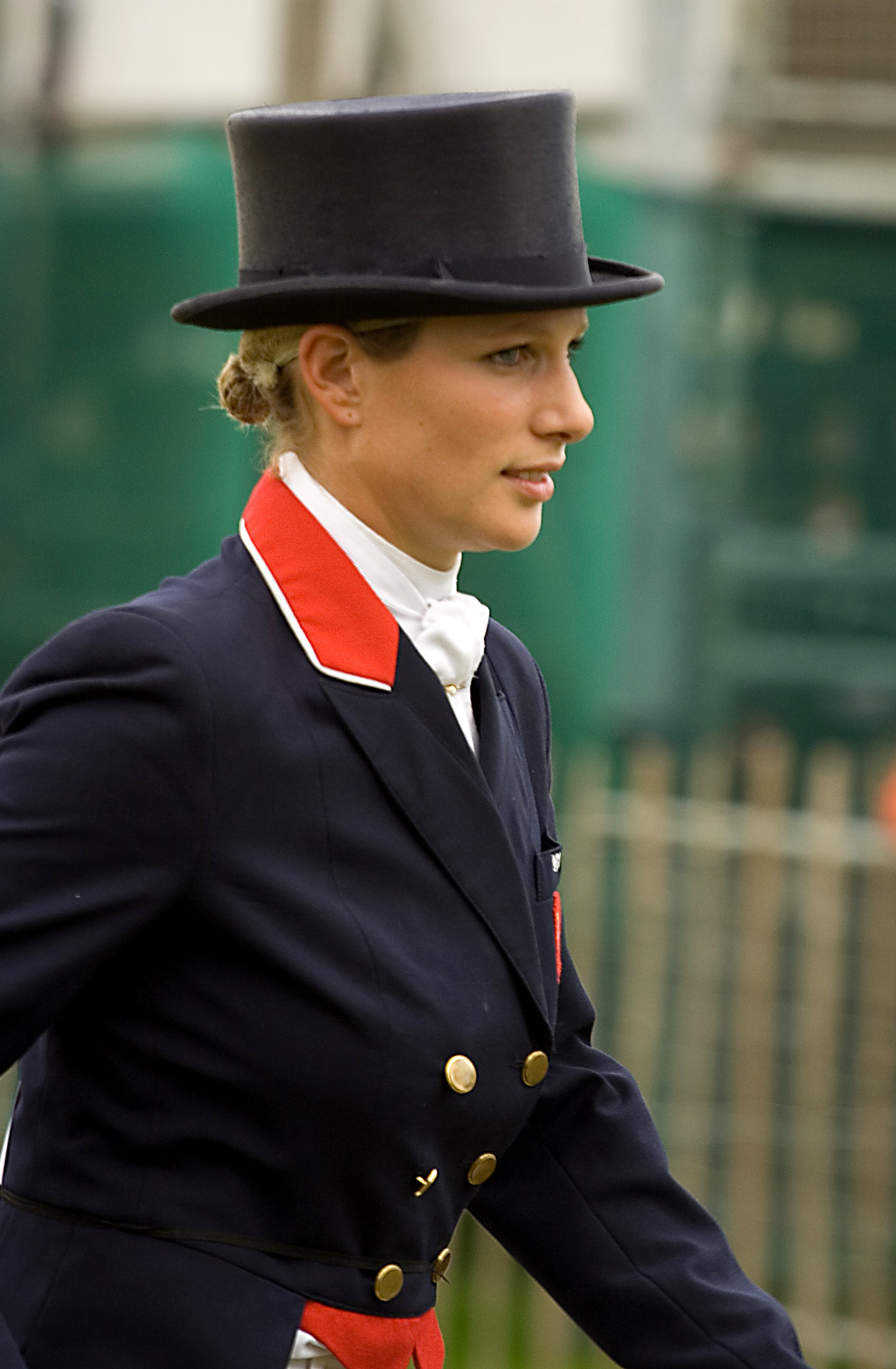
Zara Phillips (2008)

Zara Anne Elizabeth Tindall (née Phillips, Paddington, Londen, 15 mei 1981) is een Britse ruiter en lid van de Britse koninklijke familie. 
Tindall is het tweede kind en de oudste dochter van prinses Anne en Mark Phillips. Ze is een kleindochter van koningin Elizabeth II en nicht van koning Charles III. Bij haar geboorte was ze 6e in de lijn van Britse troonopvolging en in 2025 was ze 22e. Ze heeft nog een oudere broer, Peter (1977), en halfzus, Stephanie (1997).
Tindall won het individueel Europees kampioenschap Eventing in 2005 en het wereldkampioenschap in 2006. In team Eventing won ze het Europees kampioenschap tweemaal in 2005 en 2007, en won tweemaal zilver op de wereldkampioenschappen in 2006 en 2014. Op de Olympische Spelen van 2012 won ze zilver in team Eventing. 
Tindall is in 2011 getrouwd met rugbyspeler Mike Tindall. Ze hebben 3 kinderen. 

## Carrière
Tindall werd onderwezen aan Port Regis Prep School in Dorset en daarna aan British Salem School in de Schotse stad Gordonstoun. Net als haar moeder is Tindall een ruiter; ze zou zelfs meedoen aan de Olympische Zomerspelen in 2004, maar haar paard kreeg een beenblessure, waardoor ze niet kon deelnemen. Wel deed ze mee aan de Badminton Horse Trials in 2003, waar ze tweede werd, na Pippa Funnell. Op dit moment is Tindall niet actief op koninklijk gebied, tenzij het iets met haar ruitercarrière te maken heeft. In 2012 wist ze zich te plaatsen voor de Olympische Spelen in Londen. Zij won er met het Britse eventingteam een zilveren medaille, die ze ontving uit de handen van haar moeder, prinses Anne.

## Persoonlijk

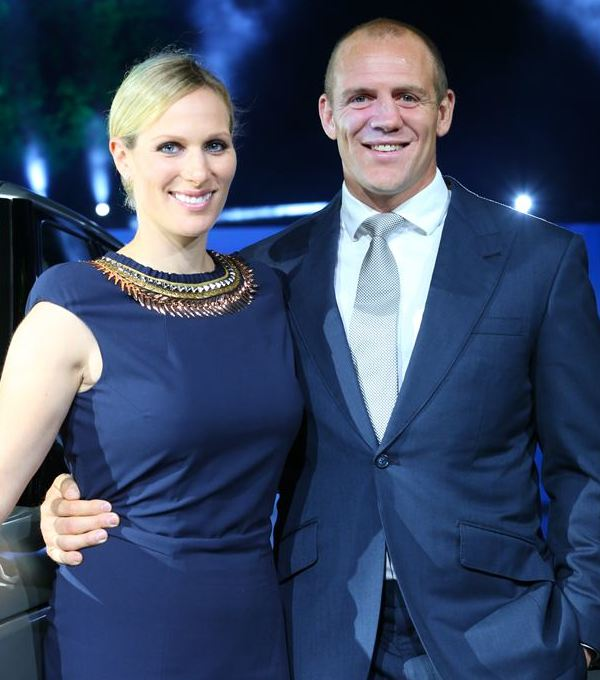
Tindall en echtgenoot in 2012

Tindall had een relatie met de jockey Richard Johnson, maar hun relatie kwam door de aandacht van de pers zo onder druk te staan, dat ze uit elkaar gingen in november 2003, wat voorpaginanieuws werd. Later werd gezegd dat ze een verhouding had met de uit Nieuw-Zeeland afkomstige rugbyspeler Caleb Ralph, maar vlak daarna kreeg ze een relatie met de Engelse rugbyspeler Mike Tindall. Ze trouwden op 30 juli 2011 in het Schotse Edinburgh.
De Engelse roddelpers zag Tindall als een 'koninklijke rebel' toen ze een tongpiercing had laten plaatsen.
Op 17 januari 2014 beviel Tindall in aanwezigheid van haar man van hun eerste dochter. In 2016 was Tindall ook zwanger, maar toen kreeg ze kort voor Kerstmis een miskraam. Op 18 juni 2018 beviel Tindall van een tweede dochter. Op 21 maart 2021 is hun eerste zoon geboren.
- Gemeinsame Normdatei: 1268348171
- International Standard Name Identifier: 0000 0004 4883 8435
- Library of Congress Control Number: nb2008017774
- Nationale Bibliotheek van Tsjechië: js20090422006
- Virtual International Authority File: 86410788
- WorldCat: E39PBJbCG9vJjdPQ9db7mDGPwC